# Perdicca II di Macedonia
Perdicca II (in greco antico: Περδίκκας?, Perdíkkas; ... – 413 a.C.) è stato re di Macedonia dal 448 a.C. al 413 a.C. circa.

## Biografia
Era figlio di Alessandro I e fratello minore del suo predecessore Alceta II.
Dopo la morte di suo padre nel 452 a.C., la Macedonia iniziò a declinare. Le tribù macedoni divennero praticamente autonome, ed erano solo formalmente alleate con il re. Dal 434 a.C., il fratello di Perdicca, Filippo, aveva conteso il trono a Perdicca, e aveva ottenuto l'appoggio di Atene e del re Derda di Elimea. Perdicca rispose fomentando rivolte in varie città tributarie di Atene, come Potidea. 
Atene rispose con la forza, e inviò 1000 opliti e 30 navi in Macedonia dove conquistarono Therme. Andarono poi ad assediare Pidna, dove vennero raggiunti da rinforzi (circa 2000 opliti e 40 navi). Tuttavia, mentre gli Ateniesi stavano assediando Pidna, giunse loro notizia che Corinto aveva mandato un esercito di 1600 opliti e 400 truppe leggere per supportare Potidaea. 
Per combattere questa nuova minaccia, Atene strinse un'alleanza con Perdicca, e si diresse a Potidaea.  Perdicca immediatamente ruppe il trattato e marciò a Potidaea, dove gli Ateniesi alla fine prevalsero. La battaglia (insieme alla Battaglia di Sibota) condusse alla Guerra del Peloponneso che mise fine all'egemonia ateniese in Grecia.

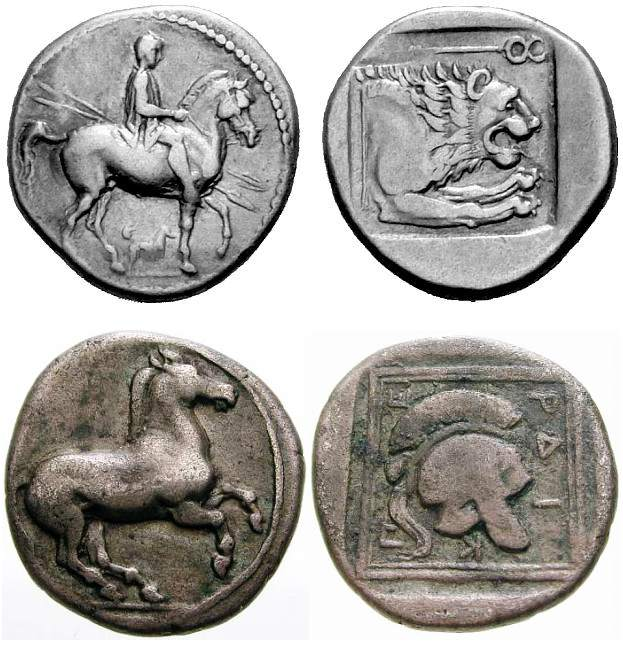
Monete in argento risalenti al regno di Perdicca II

Nel 431 a.C., Atene si alleò con il Re Sitalce di Tracia, dopo che Nimfodoro, un Ateniese, sposò la sorella di Sitalce. Nimfodoro poi negoziò un trattato tra Atene e Perdicca, grazie al quale Perdicca riottenne Therme. In conseguenza a ciò, Atene ruppe l'alleanza con Filippo, e i Traci promisero di aiutare Perdicca a catturarlo. In cambio, Perdicca marciò contro i Calcedoni, il popolo che aveva inizialmente persuaso a rivoltarsi.
Tuttavia, Perdicca ancora una volta tradì gli Ateniesi e inviò 1000 truppe a supportare un assalto Spartano a Acarnania nel 429 a.C. ma arrivarono troppo tardi per essere di aiuto (Tucidide 2.80). In risposta a ciò, Sitalce invase la Macedonia con la promessa di aiuti da Atene. Questo supporto tuttavia non si concretizzò mai, e Perdicca utilizzò di nuovo la diplomazia per garantire la sopravvivenza della Macedonia. Promise la mano di sua sorella al nipote di Sitalce, che persuase Sitalce a ritirarsi dalla Macedonia. 
In seguito, Perdicca si alleò con gli Spartani e, nel 424 a.C., aiutò lo Spartano Brasida a strappare Amfipoli agli Ateniesi. In cambio, gli Spartani aiutarono Perdicca a difendere i suoi confini, attaccando il Re Arrabeo di Linco, con la promessa di aiuti dagli Illiri. Tuttavia, gli Illiri passarono dalla parte del nemico e attaccarono Perdicca e i suoi alleati Spartani. Le poco addestrate truppe Macedoni fuggirono, e in questo modo anche gli Spartani furono costretti al ritiro e attaccarono per rabbia i Macedoni fuggiti. Questo episodio inasprì le relazioni tra la Macedonia e il Peloponneso per gli anni a venire, e avvicinò Perdicca a Atene, con cui si alleò di nuovo nel 423. 
Dal 417, Perdicca ruppe l'alleanza con gli Ateniesi e si alleò con gli Spartani. Solo quattro anni dopo, sotto pressione Ateniese, Perdicca ruppe l'alleanza con gli Spartani e supportò Atene nel loro attacco a Anfipoli. 
Nel 413 a.C. morì. Gli succedette il figlio Archelao.